# Sphenoptera macarthuri
Sphenoptera macarthuri es una especie de escarabajo barrenador metálico del género Sphenoptera, de la familia Buprestidae, orden Coleoptera. Fue descrita por Théry en 1941.
Se distribuye por la región afrotropical. Aparece publicada en Notes on the Buprestidae (Coleoptera) of East Africa. Journal of the East Africa and Uganda Natural History Society 15:91-153. (1941).